# Тодзьо Хідекі
Тоджо́ Хіде́кі (яп. 東条英機, とうじょうひでき; 30 грудня 1884, Токіо, Японська імперія — 23 грудня 1948, Токіо, Японія) — японський політичний,державний та військовий діяч, генерал Імперської армії Японії, випускник Військової академії армії та Вищої військової академії армії, диктатор. Авторитарно керував Японією в часи Другої світової війни, одночасно обіймаючи посади прем'єр-міністра та міністра армії. Був активним послідовником ідей японського націоналізму та мілітаризму. Після капітуляції Японії був заарештований союзниками та звинувачений у воєнних злочинах, представ перед Токійським трибуналом, за вироком якого був страчений через повішення. Вшановується як синтоїстьке божество в токійському Святилищі Ясукуні.

## Життєпис
Тодзьо Хідекі народився 30 липня 1884 року в кварталі Хаябуса району Кодзіматі міста Токіо, в родині лейтенанта Тодзьо Хіденорі та його дружини Тітосе. Рід хлопця походив з самураїв Моріока-хану на території префектури Івате.
- 1 квітня 1897: поступив до середньої школи Дзьохоку[2] в Токіо
- 1 вересня 1899: поступив до Токійського кадетського корпусу армії Японії[3].
- червень 1904: поступив до Військової академії армії Японії.
- 30 березня 1905: закінчив Військову академію. За результатами випускних іспитів посів 10 місце серед 360 однокурсників.
- 21 квітня 1905: отримав звання молодшого лейтенанта Імперської армії Японії. Прикріплено до запасної частини 3-го гвардійського піхотного полку.
- квітень 1911: одружився з Іто Кацуко.
- 1914: підвищено до звання капітана Імперської армії Японії. Призначено на командира роти 3-го гвардійського піхотного полку.
- грудень 1914: закінчив Вищу військову академію армії Японії. Призначено на ад'ютанта до Міністерства армії.
- серпень 1919: послано військовим аташе до Швейцарії.
- серпень 1920: підвищено до звання майора Імперської армії Японії. Відправлений військовим аташе до Німеччини.
- 28 листопада 1922: призначений на посаду викладача стратегії і тактики у Вищій академії армії Японії.
- 5 жовтня 1923: паралельно призначений членом Генерального штабу армії Японії.
- 23 жовтня 1923: паралельно призначений членом дослідницького відділу Піхотного училища армії Японії.
- 20 серпня 1924: підвищений до звання підполковника Імперської армії Японії.
- 23 березня 1926: призначений членом головного інженерного відділу армії Японії і членом Військового відділу Міністерства армії.
- 30 березня 1926: повторно призначений на посаду викладача стратегії і тактики у Вищій академії армії Японії.
- 8 березня 1928: призначений головою мобілізаційного бюро Координаційного відділу Міністерства армії.
- 10 серпня 1928: підвищений до звання полковника Імперської армії Японії.
- 1 серпня 1929: призначений командиром 1-го піхотного полку.
- 1 серпня 1931: призначений головою першого відділу Генерального штабу армії Японії.
- 25 вересня 1931: паралельно призначений членом дослідницького відділу Училища зв'язку та Автомобільного училища армії Японії.
- 18 березня 1933: підвищений до звання генерал-полковника Імперської армії Японії.
- 1 серпня 1933: призначений інспектором арсеналів армії Японії.

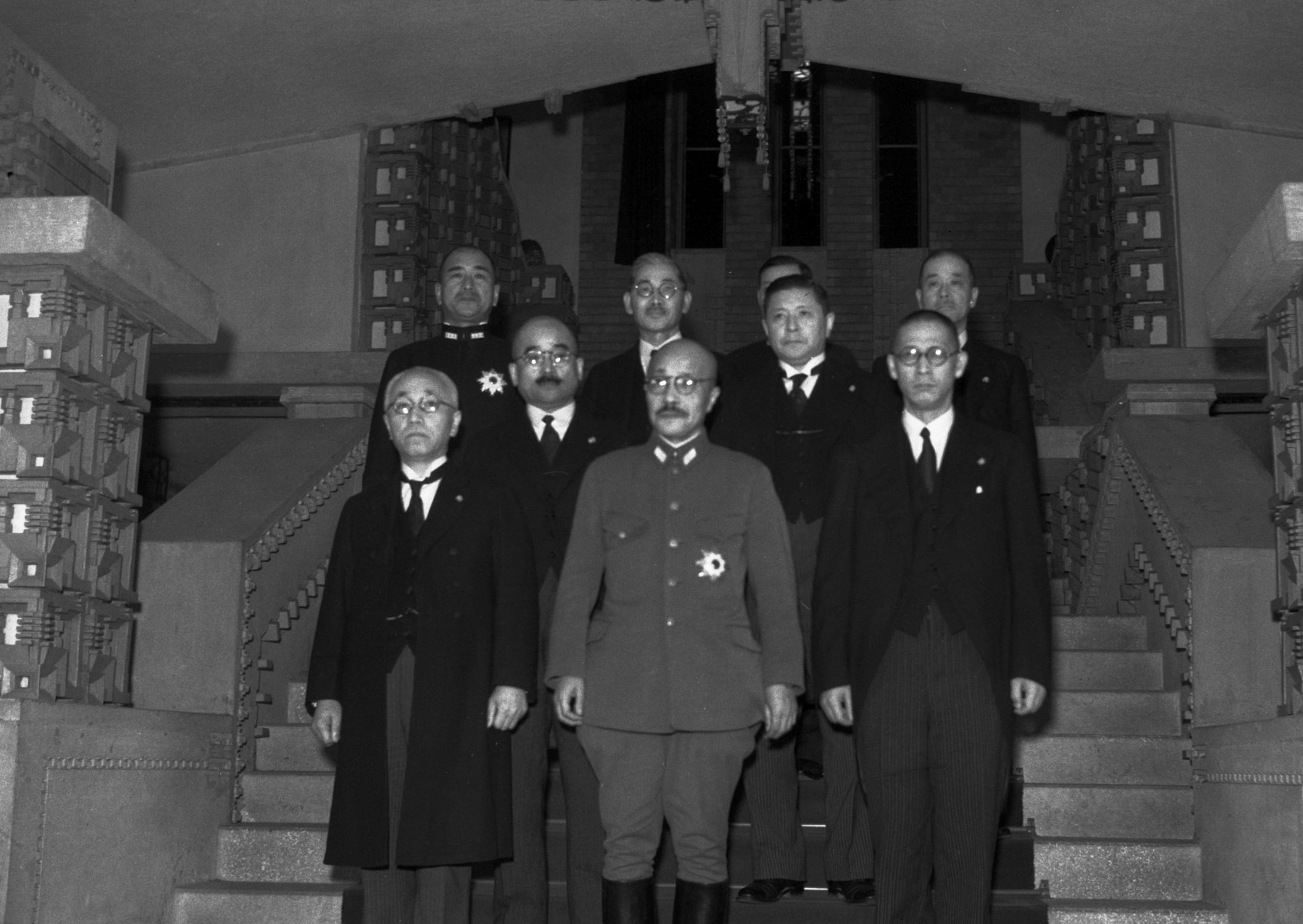
Кабінет Тодзьо Хідекі.

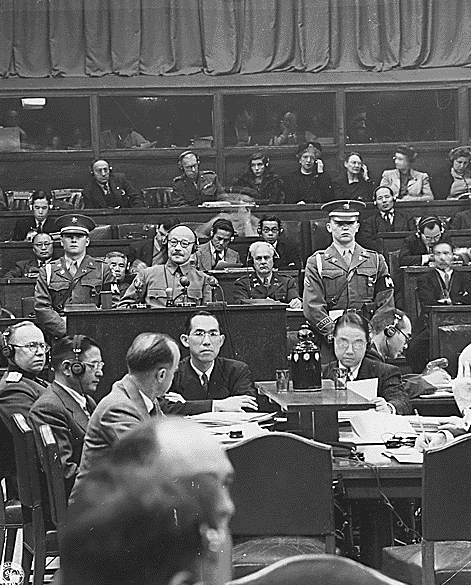
Тодзьо Хідекі на Токійському трибуналі.

- 22 листопада 1933: призначений головою Військового інспекційного відділу Міністерства армії.
- 5 березня 1934: призначений головним секретарем Військової академії армії Японії.
- 1 серпня 1934: призначений командиром 24-ї піхотної бригади.
- 1 серпня 1935: прикріплений до командного штабу 12-ї дивізії армії Японії.
- вересень 1935: призначений начальником військової поліції Квантунської армії і головою поліцейських справ Квантунського відділу Міністерства армії.
- грудень 1936: підвищений до звання генерал-лейтенанта Імперської армії Японії.
- вересень 1937: призначений командиром штабу Квантунської армії.
- травень 1938: призначений заступником міністра Міністерства армії Японії.
- грудень 1938: призначений генеральним інспектором авіації.
- 29 квітня 1940: нагороджений Орденом вранішнього сонця зі стрічкою.
- 19 липня 1940: взяв участь у нараді в маєтку Текіґай[4] разом із Коное Фумімаро, Йосідою Дзенґо та Мацуокою Йосуке щодо утворення нового кабінету міністрів.
- 22 липня 1940: призначений міністром армії в кабінеті Коное
- 12 жовтня 1941: взяв участь у черговій нараді в маєтку Текіґай.
- 18 жовтня 1941: підвищений до звання генерала Імперської армії Японії. У зв'язку з відставкою кабінету Коное призначений 40-м прем'єр-міністром Японії. Паралельно продовжував займати пост міністра армії.
- 18 лютого 1942: взяв участь у Перших національних зборах з нагоди святкування військових перемог.
- 1 вересня 1942: тимчасово призначений міністром закордонних справ Японії (до 17 вересня 1942)
- 20 квітня 1943: тимчасово призначений міністром культури Японії (до 23 квітня 1943)
- 8 жовтня 1943: тимчасово призначений міністром промисловості Японії (до 1 листопада 1943)
- 21 жовтня 1943: взяв участь у Святі проводів студентів на фронт.
- 1 листопада 1943: ліквідував Міністерство промисловості, замість якого сформував Міністерство озброєнь. Призначений на посаду міністра новоствореного міністерства.
- лютий 1944: паралельно призначений головою Генерального штабу армії Японії.
- 22 липня 1944: пішов у відставку, склавши з себе повноваження прем'єр-міністра та міністра армії Японії.
- 11 вересня 1945: у зв'язку з поразкою Японії у Другій світовій війні спробував застрелитися. Врятований у 98-й лікарні армії Японії.
- 3 травня 1946: притягнений окупаційною владою до кримінальної відповідальності за скоєння «воєнних злочинів найвищого ступеня А».
- 12 листопада 1948: визнаний винним Токійським трибуналом.
- 23 грудня 1948: страчений через повішення у в'язниці Суґамо в Токіо.

## Родина

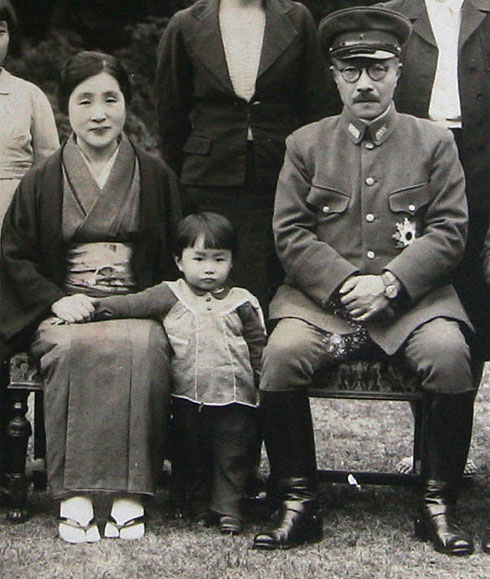
Тодзьо Хідекі з дружиною і онукою.

- Батько: Тодзьо Хіденорі (1855 — 1913)
- Мати: Тодзьо Тітосе (1861 — ?)
- Брати:
Тодзьо Хідео (1880 — 1881)
Тодзьо Хідемі (1882 — 1883)
- Дружина:
Тодзьо Кацуко (1890 — 1982)
- Сини:
Тодзьо Хідетака (1911 —)
Тодзьо Теруо (1914 —)
Тодзьо Тосіо (1925 —)
- Доньки:
Тодзьо (Суґіяма) Міцуе (1918 —)
Тодзьо (Тамура) Макіе (1923 — 2000)
Тодзьо (Такаморі) Юкіе (1929 —)
Тодзьо (Ґілбертсон) Кіміе (1932 —)

## Нагороди
- Орден Священного скарбу
  - 6-го класу (1 квітня 1906)
  - 5-го класу (31 травня 1913)
  - 4-го класу (25 червня 1920)
  - 3-го класу (29 вересня 1928)
  - 1-го класу (7 липня 1937)
- Медаль Російсько-японської війни 1904—1905 (1 квітня 1906)
- Орден Вранішнього Сонця
  - 3-го класу (1 листопада 1920)
  - 2-го класу (29 квітня 1934)
  - 1-го класу (11 вересня 1940)
- Військова медаль 1918—1920 (1 листопада 1920)
- Пам'ятна медаль вступу на престол імператора Сьова
- Медаль члена Японського Червоного Хреста
- Медаль Китайського інциденту 1931 (29 квітня 1934)
- Орден Золотого шуліки 2-го класу (29 квітня 1940)
- Медаль Китайського інциденту 1937 (29 квітня 1940)
- Пам'ятна медаль «2600 років Японії»

### Маньчжурська держава
- Медаль національного фонду «Велика Маньчжурія»
- Пам'ятна медаль імператорського візиту в Японію
- Орден Стовпів держави 1-го класу (1 грудня 1937)
- Орден Сприятливих хмар 1-го класу (9 вересня 1940)
- Орден Прославленого дракона 1-го класу (14 вересня 1942)

### Королівство Італія
- Орден Святих Маврикія та Лазаря, великий хрест (27 червня 1941)
- Орден Корони Італії, великий хрест (27 червня 1941)

### Таїланд
- Орден Білого слона
  - великий хрест (27 червня 1941)
  - велика стрічка (9 лютого 1942)
- Орден Чула Чом Клао, велика стрічка (23 липня 1943)

### Інші країни
- Орден Заслуг німецького орла, великий хрест (18 січня 1940)
- Орден Хмар і Знамена особливого ступеня (Республіка Китай; 2 червня 1943)